# 자이브 레만
자이브 레만(Zaib Rehman, 1959년 4월 26일 ~ )은 파키스탄의 배우이다.